# Baeza

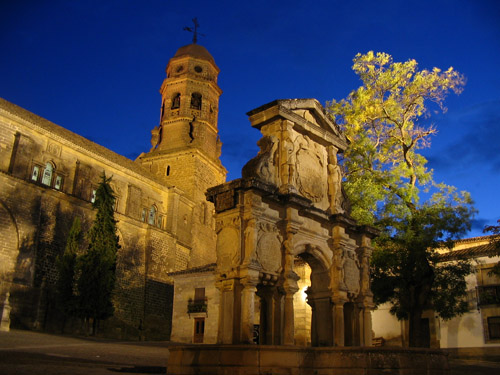
Font de Santa Maria i catedral de Baeza

La ciutat de Baeza es troba en el centre geogràfic de la província de Jaén, en la Comunitat Autònoma d'Andalusia.
En l'actualitat, és coneguda per haver estat declarada, al costat d'Úbeda, ciutat Patrimoni de la humanitat per la UNESCO, i ser una de les tres seus de la Universitat Internacional d'Andalusia.

## Situació
Es troba a uns 48 km de la capital, Jaén. En el primer graó de l'edifici plateresc de l'Ajuntament, hi ha un punt que assenyala aquest centre geogràfic. No va ser fins a finals del segle xviii quan Jaén va prendre el relleu a Baeza com a capital de la província. La ciutat encapçalava l'actual territori que ocupa la província de Jaén, i actualment continua sent en certa manera l'ànima històrica d'aquesta província. Limita amb el municipi d'Úbeda, juntament amb el qual és capital de la comarca de La Loma.

## Demografia
| 1998   | 1999   | 2000   | 2001   | 2002   | 2003   | 2004   | 2005   | 2006   | 2007   | 2017   |
| ------ | ------ | ------ | ------ | ------ | ------ | ------ | ------ | ------ | ------ | ------ |
| 15.635 | 15.841 | 15.738 | 15.276 | 15.223 | 15.072 | 15.177 | 15.880 | 16.056 | 16.135 | 15.996 |

## Història
Al terme, hi ha nombrosos jaciments arqueològics. Els més importants són Los Horneros, Los Morales i Toya. Els establiments més significatius són els de l'edat del coure i del bronze; una ciutat d'aquesta època es va localitzar al Cerro del Alcázar, al sud de la ciutat on després, al segle iv aC, es va establir un poblat iber.
La ciutat de Vivatia va pertànyer primer a la província Citerior i, al segle i, al convent jurídic de la Cartaginense dins la província Tarraconense. Vespasià la va erigir en municipi. Al final de l'Imperi romà, apareix com a Biatia o Beatia, i substituí com a capital comarcal Càstulo. Els bisbes es va traslladar a la ciutat.
Els àrabs la van ocupar el 713 i la van anomenar Bayyasa. Ibn Hafsun la va dominar per poc de temps al segle ix, però fou recuperada per Abd-ar-Rahman II el 832. El 1021, era un feu de Zuhayr al-Saklabí, fata amírida. Va ser disputada per diverses taifes i va caure finalment a mans dels almoràvits. Ibn Ghaniya la va cedir a Alfons VII de Castella el 1146, però aquest la va evacuar el 1157 junt amb Úbeda, després d'haver perdut Almeria. Va quedar en mans dels almohades per un segle. Al-Nasir hi va tenir el seu campament abans de la Batalla de les Navas de Tolosa, el 1212. Després de la derrota, almohades i habitants de la vila van fugir cap a Úbeda, i Baeza fou ocupada pels castellans el 20 de juliol del 1212, que la van incendiar. En marxar els castellans, els antics habitants la van reconstruir; l'hivern del 1213 al 1214 fou assetjada per Alfons VIII sense èxit.
El governador almohade, besnet d'Abd al-Mumin, Abd Allah ibn Abi Abd Allah al-Bayyasi, es va revoltar poc després i es va aliar amb Ferran III el Sant de Castella, del qual va acceptar una guarnició al castell. Per un temps, fou un emirat autònom protegit pels castellans; però, assassinat Abd Allah a traïció a Almodóvar del Rio (1226), els habitants van abandonar la ciutat, que fou ocupada per Ferran III (30 de novembre del 1227). El rei li va donar el fur de Conca.
Als segles XV i XVI, fou teatre dels conflictes entre les famílies dels Benavides i els Carvajales (episodis coneguts com a Guerra Civil baezana), als quals va posar fi Isabel la Catòlica.
La ciutat va entrar en decadència pel règim de la terra, agreujat per la política borbònica d'afavorir interessos estrangers i dels nobles. Fou afectada pel terratrèmol del 1755 (conegut com a terratrèmol de Lisboa), que va danyar gran part dels habitatges. L'extrema misèria va originar la formació de grups anarquistes i socialistes al segle xx. Després de la Guerra Civil, les males collites i la depressió, i el fracàs de l'anomenat Pla Jaén, pensat per desenvolupar la província, va obrir el camí a l'emigració cap a Catalunya i Euskadi. Sota la democràcia, va passar a ser una de les ciutats subvencionades amb pagaments estatals i ajuts europeus.
El 3 de juliol del 2003, Baeza i Úbeda foren proclamades Patrimoni de la Humanitat per la UNESCO.

## Fills il·lustres
- Bartolomé Ramos de Pareja (1440-1521) musicòleg, mestre de capella i compositor.
- Cristobal Lechuga (1557-1622) militar i escriptor, enterrat a la catedral de la ciutat.